# PICK1
PICK1 (англ. Protein interacting with PRKCA 1) – білок, який кодується однойменним геном, розташованим у людей на короткому плечі 22-ї хромосоми. Довжина поліпептидного ланцюга білка становить 415 амінокислот, а молекулярна маса — 46 600.
| 10         |  | 20         |  | 30         |  | 40         |  | 50         |
| ---------- |  | ---------- |  | ---------- |  | ---------- |  | ---------- |
| MFADLDYDIE |  | EDKLGIPTVP |  | GKVTLQKDAQ |  | NLIGISIGGG |  | AQYCPCLYIV |
| QVFDNTPAAL |  | DGTVAAGDEI |  | TGVNGRSIKG |  | KTKVEVAKMI |  | QEVKGEVTIH |
| YNKLQADPKQ |  | GMSLDIVLKK |  | VKHRLVENMS |  | SGTADALGLS |  | RAILCNDGLV |
| KRLEELERTA |  | ELYKGMTEHT |  | KNLLRAFYEL |  | SQTHRAFGDV |  | FSVIGVREPQ |
| PAASEAFVKF |  | ADAHRSIEKF |  | GIRLLKTIKP |  | MLTDLNTYLN |  | KAIPDTRLTI |
| KKYLDVKFEY |  | LSYCLKVKEM |  | DDEEYSCIAL |  | GEPLYRVSTG |  | NYEYRLILRC |
| RQEARARFSQ |  | MRKDVLEKME |  | LLDQKHVQDI |  | VFQLQRLVST |  | MSKYYNDCYA |
| VLRDADVFPI |  | EVDLAHTTLA |  | YGLNQEEFTD |  | GEEEEEEEDT |  | AAGEPSRDTR |
| GAAGPLDKGG |  | SWCDS      |  |            |  |            |  |            |

A: Аланін

C: Цистеїн

D: Аспарагінова кислота

E: Глутамінова кислота

F: Фенілаланін

G: Гліцин

H: Гістидин

I: Ізолейцин

K: Лізин

L: Лейцин

M: Метіонін

N: Аспарагін

P: Пролін

Q: Глутамін

R: Аргінін

S: Серин

T: Треонін

V: Валін

W: Триптофан

Кодований геном білок за функцією належить до фосфопротеїнів. 
Задіяний у такому біологічному процесі, як альтернативний сплайсинг. 
Білок має сайт для зв'язування з молекулою актину, іонами металів, іоном цинку, іоном кальцію. 
Локалізований у клітинній мембрані, цитоплазмі, цитоскелеті, мембрані, клітинних контактах, синапсах, синаптосомах.